# Bahía de la Plata
La bahía de la Plata (en inglés: Quaker Harbour) es una bahía ubicada en el norte de la isla San José, ubicada a su vez al oeste de Gran Malvina, en las Islas Malvinas. Rodeada de elevaciones que llegan a los 200 m s. n. m., al norte posee varias islas, entre ellas: de la Plata, Fox, Baja, Barclay, Penn, Colina, Pitt y Gull.